# Dream Shizuka
Dream Shizuka（ドリーム・シズカ、1988年3月6日 - ）は、日本の歌手、ダンサー。Dream、E-girls、DANCE EARTH PARTYの元メンバー。
大阪府出身。LDH JAPAN所属。

## 略歴
キャレスボーカル&ダンススクールに通っていた。
2002年7月7日、オーディションを経て、dream（Dream）に加入。
2011年4月、E-girlsとしても始動。
2015年4月29日、DANCE EARTH PARTYとしても始動。
2017年6月5日、DANCE EARTH PARTYに専念することを発表。同年7月16日の『E-girls LIVE 2017 〜E.G. EVOLUTION〜』が、DreamおよびE-girlsとして最後の活動となった。
2018年12月4日、ソロ活動に移行することを発表。

## 人物
- 弟が1人いる[11]。

## 作品
順位はオリコン週間ランキングの最高位

### シングル
|   | 発売日        | タイトル | 順位 |
| - | ------------- | -------- | ---- |
| 1 | 2019年5月22日 | 4 FEELS. | 15位 |

### 配信シングル
| 発売日        | タイトル               |
| ------------- | ---------------------- |
| 2019年2月6日  | かなしみから始まる物語 |
| 2022年3月18日 | 心から                 |
| 2022年6月24日 | Startin'               |
| 2023年1月13日 | YURALI                 |
| 2025年4月23日 | No Pain No More        |

### 作詞
- Dream Shizuka「Just keep on dreaming」（2019年）[14]

## タイアップ
| 曲名                  | タイアップ                                                                          | 収録作品                |
| --------------------- | ----------------------------------------------------------------------------------- | ----------------------- |
| Just keep on dreaming | 読売テレビ・日本テレビ系『情報ライブ ミヤネ屋』2019年4月 - 10月度エンディングテーマ | 1stシングル「4 FEELS.」 |
| Paper Dream           | HBC北海道放送『音ドキッ!』2019年6月度オープニング曲                                 | 1stシングル「4 FEELS.」 |

## ライブ

### 単独
- LDH PERFECT YEAR 2020 SPECIAL STAGE 〜MUSIC BOX〜
  -  2020年3月29日：ステラボール（新型コロナウイルスによる政府の自粛要請に従い中止）[17]

- Dream Shizuka #myplaylist_Live 〜Dream 20th Anniversary〜 at Billboard Live[18]
  - 2022年7月1日：ビルボードライブ大阪
  - 2022年7月7日：ビルボードライブ横浜
- Dream Shizuka #myplaylist_Live vol.2 〜 S Valentine Day 〜 at Billboard Live[19]
  - 2023年2月14日：ビルボードライブ横浜
- Siiiiii × Dream Shizuka Crossover Live #newmyplaylist vol.1[20]
  - 2025年3月29日：ADRIFT

### 合同
- MUSIC BOX Christmas Special Night（2018年12月19日）[21]
- E.G. POWER 2019 〜POWER to the DOME〜（2019年2月22日 - 5月25日）
- -LeoShiz- YOYOMI
  - premium LIVE＆TALK（2023年3月25日）[22]
  - Vol.2（2023年6月3日）[23]
  - Vol.3（2023年9月30日）[24]
  - Vol.4 SPECIAL XMAS EDITION（2023年12月23日）[25]
  - Vol.5（2024年3月30日）[26]
  - Vol.6（2024年6月30日）[27]
  - Vol.7（2024年10月6日）[28]
  - Vol.8（2025年1月25日）[29]
  - Vol.9（2025年4月5日）[30]
  - Vol.10（2025年8月3日）[31]

## 出演

### テレビドラマ
- 恋文日和（2014年1月 - 3月、日本テレビ） - キヨミ 役[32]

### 短編映画
- Red Skies at Night（2015年） - 主演・Flower 役[33]

### 舞台
- 方南ぐみ企画公演 朗読劇「青空」（2019年8月）[34]
- BOOK ACT「芸人交換日記」（2020年2月）[35]
- ミュージカル「フラッシュダンス」（2020年9月 - 10月） - キキ 役[36]

### ラジオ
- Dream Shizukaの dream a Dream（2019年4月[37] - 2020年12月[38]、FM大阪）

### その他
- ふるさと祭り東京 〜日本のまつり・故郷の味〜 日本の祭りナビゲーター（2018年）[39]